# 三重県道428号伊勢小俣松阪線
三重県道428号伊勢小俣松阪線（みえけんどう428ごう いせおばたまつさかせん）は、三重県伊勢市から松阪市に至る一般県道である。

## 概要
伊勢市川端町から松阪市早馬瀬町に至る。旧伊勢街道の一部区間を含む。かつての国道1号および国道23号である。
江戸時代の伊勢街道にほぼ沿ったかたちで整備された道であるため、道路沿いには石碑など多くの旧跡が存在する。伊勢市小俣町の一部区間を除いて道幅が狭い。道路の両側に民家が立ち並ぶ、地元住民の生活道路となっている。
松阪市漕代町から明和町、伊勢市小俣町明野（へんばや商店のあたり）までの区間と、伊勢市小俣町元町の三重県道531号宮川停車場線の接続点から宮川西岸までの区間は昔ながらの町並みが残っている。伊勢市小俣町相合の新出地区の道路は旧伊勢街道であり、昔ながらの妻入りの町家が多く残っているが、県道伊勢小俣松阪線の路線からは外れている。1920年（大正9年）から1952年（昭和27年）までは国道1号、1959年（昭和34年）までは国道23号であった。

### 路線データ
- 起点：伊勢市川端町（字川柳209の4番地先[1]：度会橋西詰交差点、三重県道37号鳥羽松阪線・三重県道38号伊勢大宮線交点）
- 終点：松阪市早馬瀬町（字下通266の1番地先[1]：櫛田橋南詰交差点、三重県道37号鳥羽松阪線交点）
- 総延長：11.985 km[2]

## 歴史
- 1872年（明治5年） - 伊勢街道が二等級道路に制定される。
- 1876年（明治9年） - 太政官達第60号で伊勢街道が国道2等に制定される。
- 1885年（明治18年） - 内務省告示第6号で指定された国道9号の一部となる。
- 1920年（大正9年） - 内務省告示第28号で指定された国道1号の一部となる。
- 1952年（昭和27年）12月4日 - 新道路法に基づく路線指定（政令第477号）で指定された一級国道23号の一部となる。
- 1959年（昭和34年）1月25日 - 現路線が県道に編入し伊勢小俣松阪線となる[3]。

## 路線状況

### 別名
- 伊勢街道（伊勢市、明和町、松阪市）
- 伊勢参宮街道（伊勢市、明和町、松阪市）

### 道路施設

#### 橋梁
- 宮古橋（汁谷川、伊勢市）
- 若山橋（外城田川、伊勢市）
- 相合橋（相合川、伊勢市）
- 新笹笛橋（笹笛川、多気郡明和町）
- 祓川橋（祓川、多気郡明和町）

### 交通量
平日12時間交通量（平成17年度）
| 地点             | 交通量  |
| ---------------- | ------- |
| 伊勢市小俣町明野 | 7,258台 |
| 多気郡明和町斎宮 | 2,011台 |

## 地理

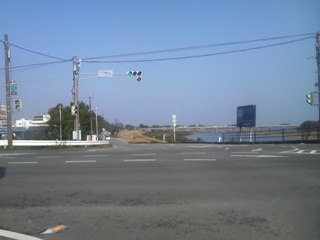
度会橋西詰交差点（起点側から見る）、県道428号の始点

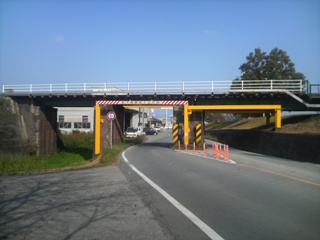
JR東海参宮線・宮川橋梁（起点側から見る）、県道428号で唯一鉄道と交差する点

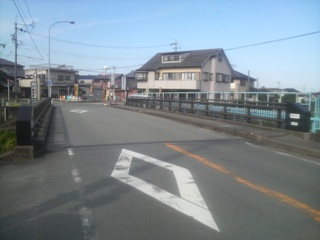
宮川の支流：一級河川・汁谷（しるたに）川に架かる宮古橋（起点側から見る）

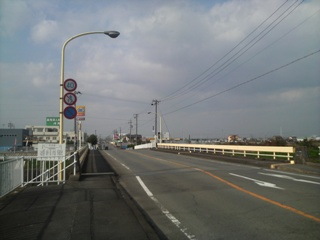
二級河川・外城田（ときだ）川に架かる若山橋（起点側から見る）

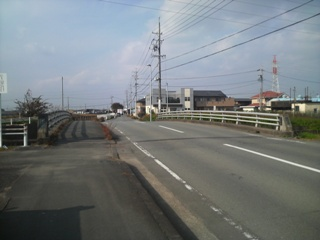
二級河川・相合（そうご）川に架かる相合（そうごう）橋（起点側から見る）

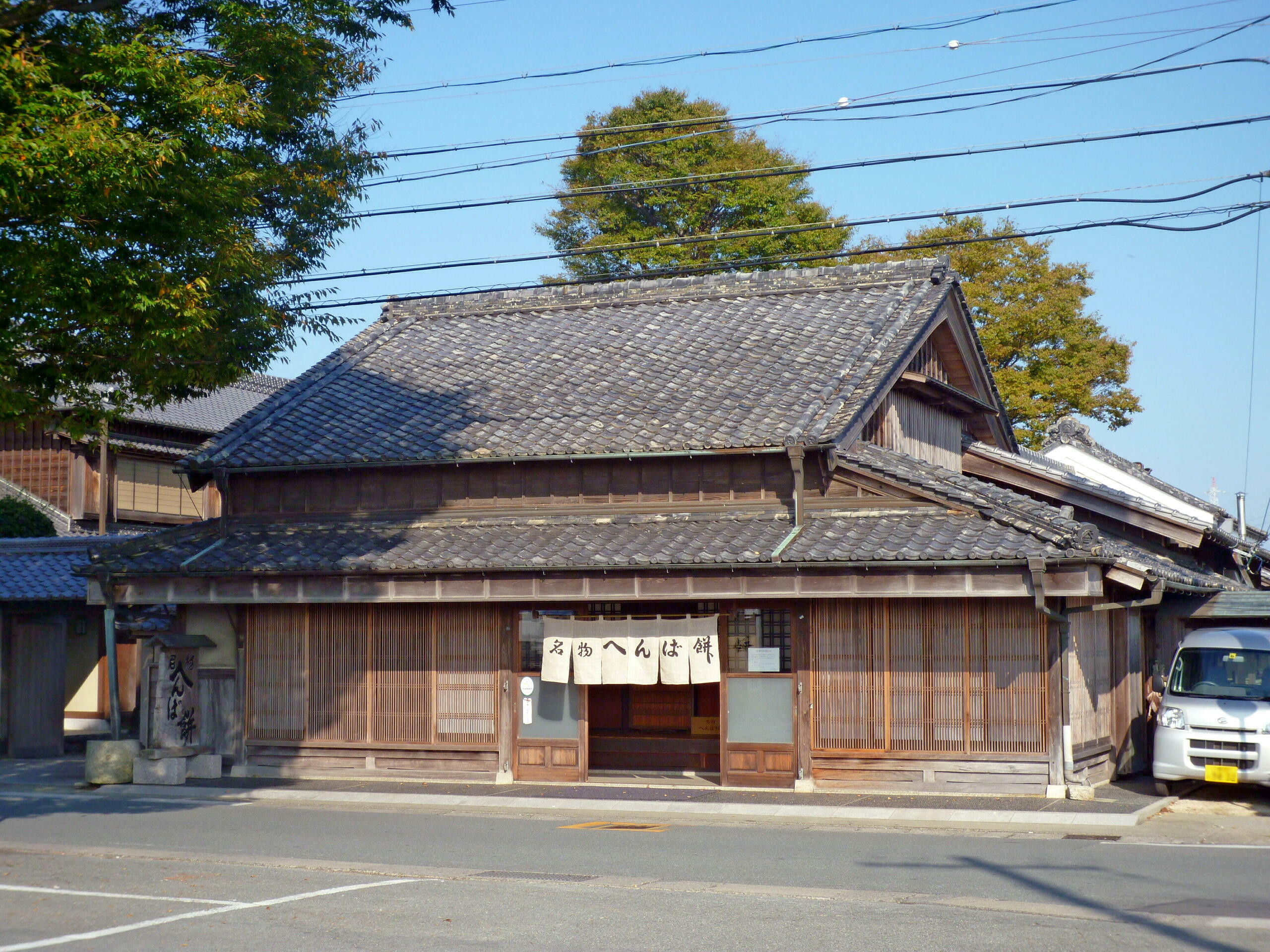
へんばや商店本店（伊勢市小俣町明野）

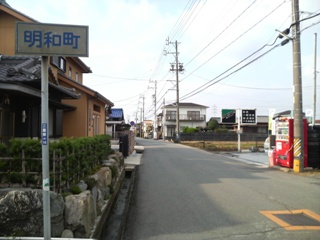
伊勢市と多気郡明和町の境界点（起点側（伊勢市）から見る）

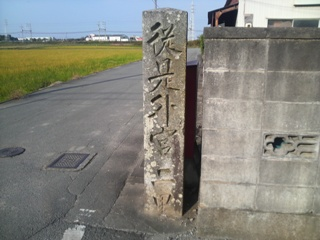
多気郡明和町新茶屋にある道標、「これより外宮まで二里」と記されている。嘉永6年（1853年）建立

### 通過する自治体
- 三重県
  - 伊勢市 - 多気郡明和町 - 松阪市

### 交差する道路
| 交差する道路                                  | 市町村名 | 市町村名 | 交差する場所 | 交差する場所            |
| --------------------------------------------- | -------- | -------- | ------------ | ----------------------- |
| 三重県道37号鳥羽松阪線 三重県道38号伊勢大宮線 | 伊勢市   | 伊勢市   | 川端町       | 度会橋西詰交差点 / 起点 |
| 三重県道511号豊北港小俣線                     | 伊勢市   | 伊勢市   | 小俣町本町   |                         |
| 三重県道716号玉川小俣線                       | 伊勢市   | 伊勢市   | 小俣町相合   | 新出交差点              |
| 三重県道713号東大淀小俣線                     | 伊勢市   | 伊勢市   | 小俣町明野   | 明野交差点              |
| 三重県道510号大淀港斎明線                     | 多気郡   | 明和町   | 大字斎宮     | 勝見交差点              |
| 三重県道530号田丸停車場斎明線                 | 多気郡   | 明和町   | 大字斎宮     | 竹神社前交差点          |
| 三重県道529号多気停車場斎明線                 | 多気郡   | 明和町   | 大字竹川     |                         |
| 三重県道707号南藤原竹川線                     | 多気郡   | 明和町   | 大字竹川     |                         |
| 三重県道119号松阪度会線                       | 松阪市   | 松阪市   | 早馬瀬町     |                         |
| 三重県道706号東黒部早馬瀬線                   | 松阪市   | 松阪市   | 早馬瀬町     |                         |
| 三重県道37号鳥羽松阪線                        | 松阪市   | 松阪市   | 早馬瀬町     | 櫛田橋南詰交差点 / 終点 |

### 交差する鉄道
- 参宮線

### 沿線
- 度会橋：橋の下の宮川堤は桜の名所として知られる。
- 宮川医療少年院
- 宮川親水公園
- 三重県南部自動車学校
- 小俣神社
- JR東海参宮線 宮川駅
- 伊勢市小俣総合支所
- 伊勢市立小俣小学校
- へんばや商店 本店
- 明星郵便局
- 転輪寺
- そうめん坂
- 済生会明和病院
- 斎宮跡
- 竹神社
- 明和町立斎宮小学校
- 松阪市漕代地区市民センター
- 明和竹川簡易郵便局
- 近鉄山田線
  - 明星駅 - 斎宮駅 - 漕代駅